# Alejandro Berrio
Alejandro Berrio (ur. 7 sierpnia 1976 w Cartagenie) – kolumbijski bokser, były zawodowy mistrz świata organizacji IBF w kategorii super średniej (do 168 funtów).
Karierę zawodową rozpoczął w 1997. W 1998, w swojej jedenastej walce, doznał pierwszej porażki (nokaut w piątej rundzie z Jairo Jesusem Sirisem). Powrócił na ring dwa lata później. W czerwcu 2001 doznał drugiej przegranej, także przez nokaut, z Henrym Porrasem. Dwa lata później, po wygraniu kilku kolejnych walk, przegrał przez techniczny nokaut już w pierwszej rundzie z Amerykaninem Erikiem Mitchellem.
3 grudnia 2005 zmierzył się w pojedynku eliminacyjnym organizacji IBF z Robertem Stieglitzem. Berrio przegrał po technicznym nokaucie w jedenastej rundzie.
Po dwóch wygranych walkach (m.in. z Yusafem Mackiem), doszło do walki rewanżowej ze Stieglitzem. Stawką tego pojedynku był wakujący tytuł mistrza świata organizacji IBF. Berrio zdobył pas mistrzowski - w trzeciej rundzie sędzia przerwał walkę po tym, jak Niemiec dwa razy leżał na deskach.
Już w następnej walce, 19 października 2007, stracił swój tytuł, przegrywając przez techniczny nokaut w jedenastej rundzie z Lucianem Bute.
Po tej porażce stoczył sześć pojedynków z mało znanymi pięściarzami – wszystkie zakończyły się zwycięstwem Kolumbijczyka.